# 黄滨
黄滨（1971年7月22日—），美籍华裔女性小提琴家，出生于中国湖南长沙。四岁开始学习小提琴，九岁进入中国中央音乐学院附属小学。1988年赴美国约翰斯·霍普金斯大学Peabody音乐学院学习，获学士学位和艺术家证书。她先后获得十余项国际小提琴比赛奖，包括维尼亚夫斯基国际青少年比赛第一名（1985年，与文格罗夫并列），帕格尼尼小提琴大賽第一名（1994年）和慕尼黑国际小提琴比赛最高奖和特别奖（1999年）。此后，黄滨进入美国伊士曼音乐学院系统学习音乐理论和演奏艺术，获音乐艺术硕士和博士学位。黄滨现居美国，作为独奏家和教师参加各类音乐会、国际比赛评委和教学活动。